# Lekkoatletyka na Igrzyskach Ameryki Środkowej i Karaibów 2006
Zawody w lekkoatletyce na Igrzyskach Ameryki Środkowej i Karaibów 2006 zostały rozegrane w dniach 16-30 lipca 2006 roku.

## Rezultaty

### Mężczyźni
| Konkurencja                   | 1. miejsce                                                                           | Wynik    | 2. miejsce                                                                 | Wynik    | 3. miejsce                                                               | Wynik    |
| ----------------------------- | ------------------------------------------------------------------------------------ | -------- | -------------------------------------------------------------------------- | -------- | ------------------------------------------------------------------------ | -------- |
| Bieg na 100 m                 | Churandy Martina                                                                     | 10,06    | Derrick Atkins                                                             | 10,13    | Jacey Harper                                                             | 10,33    |
| Bieg na 200 m                 | Xavier Brown                                                                         | 20,74    | Hawar Murillo                                                              | 20,78    | Andrew Hinds                                                             | 20,83    |
| Bieg na 400 m                 | Yeimer López                                                                         | 45,28    | Alleyne Francique                                                          | 45,44    | Arismendy Peguero                                                        | 45,55    |
| Bieg na 800 m                 | Andy González                                                                        | 1:46,26  | Sherridan Kirk                                                             | 1:46,55  | Maury Surel Castillo                                                     | 1:47,60  |
| Bieg na 1500 m                | Juan Luis Barrios                                                                    | 3:42,50  | David Freeman                                                              | 3:43,84  | Maury Surel Castillo                                                     | 3:43,93  |
| Bieg na 5000 m                | Juan Luis Barrios                                                                    | 14:09,08 | Alejandro Suárez                                                           | 14:10,58 | Norbert Gutiérrez                                                        | 14:13,50 |
| Bieg na 10 000 m              | David Galván                                                                         | 29:40,08 | Javier Alexander Guarín                                                    | 29:41,51 | Norbert Gutiérrez                                                        | 29:50,53 |
| Maraton                       | Procopio Franco                                                                      | 2:24:35  | Juan Carlos Cardona                                                        | 2:27:43  | Alfredo Arévalo                                                          | 2:28:27  |
| Bieg na 3000 m z przeszkodami | Alexander Greaux                                                                     | 8:44,51  | Néstor Nieves                                                              | 8:44,86  | José Alberto Sánchez                                                     | 8:46,05  |
| Bieg na 110 m przez płotki    | Dayron Robles                                                                        | 13,12    | Paulo Villar                                                               | 13,29    | Yoel Hernández                                                           | 13,51    |
| Bieg na 400 m przez płotki    | Bayano Kamani                                                                        | 49,44    | Ian Weakley                                                                | 49,74    | Bryan Steele                                                             | 50,12    |
| Sztafeta 4 × 100 m            | Antyle Holenderskie Brian Mariano · Prince Kwidama · Jairo Duzant · Churandy Martina | 39,29    | Bahamy Adrian Griffith · Derrick Atkins · Rodney Green · Dominic Demeritte | 39,44    | Jamajka Lerone Clarke · Xavier Brown · Herbert McGregor · Carl Barrett   | 39,45    |
| Sztafeta 4 × 400 m            | Jamajka Sanjay Ayre · Leford Green · Ricardo Chambers · Bryan Steele                 | 3:01,78  | Trynidad i Tobago Renny Quow · Kevon Pierre · Jamil James · Damion Barry   | 3:02,65  | Dominikana Félix Sánchez · Arismendy Peguero · Carlos Santa · Yoel Tapia | 3:03,25  |
| Chód na 20 km                 | Luis Fernando López                                                                  | 1:24:20  | Eder Sánchez                                                               | 1:26:30  | Luis Fernando García                                                     | 1:29:50  |
| Skok wzwyż                    | Gilmar Mayo                                                                          | 2,19     | Trevor Barry                                                               | 2,16     | Gerardo Martínez                                                         | 2,16     |
| Skok o tyczce                 | Robison Pratt                                                                        | 5,50     | Dominic Johnson                                                            | 5,20     | David Rojas                                                              | 4,60     |
| Skok w dal                    | Irving Saladino                                                                      | 8,29     | Iván Pedroso                                                               | 7,92     | Ibrahim Camejo                                                           | 7,83     |
| Trójskok                      | Yoandri Betanzos                                                                     | 17,46    | Alexis Copello                                                             | 16,85    | Wilbert Walker                                                           | 16,35    |
| Pchnięcie kulą                | Alexis Paumier                                                                       | 18,26    | Reynaldo Proenza                                                           | 18,03    | Yojer Medina                                                             | 17,94    |
| Rzut dyskiem                  | Yunio Lastre                                                                         | 57,00    | Jason Morgan                                                               | 56,56    | Héctor Hurtado                                                           | 52,60    |
| Rzut młotem                   | Noleysis Vicet                                                                       | 69,56    | Yosvany Suárez                                                             | 67,62    | Aldo Bello                                                               | 62,55    |
| Rzut oszczepem                | Guillermo Martínez                                                                   | 84,91    | Yudel Moreno                                                               | 78,44    | Noraldo Palacios                                                         | 74,10    |
| Dziesięciobój                 | Alexis Chivás                                                                        | 7551     | Carlos Patterson                                                           | 7203     | Andrés Horacio Mantilla                                                  | 7157     |

W konkurencji pchnięcia kulą Jamajczyk Dorian Scott uzyskał w najlepszej próbie wynik 20,34 m będący nowym rekordem igrzysk, jak również nowym rekordem kraju. Rezultaty zawodnika unieważniono z powodu udowodnienia u niego stosowania dopingu.

### Kobiety
| Konkurencja                | 1. miejsce                                                           | Wynik    | 2. miejsce                                                                       | Wynik    | 3. miejsce                                                              | Wynik    |
| -------------------------- | -------------------------------------------------------------------- | -------- | -------------------------------------------------------------------------------- | -------- | ----------------------------------------------------------------------- | -------- |
| Bieg na 100 m              | Tahesia Harrigan                                                     | 11,15    | LaVerne Jones-Ferrette                                                           | 11,50    | Virgil Hodge                                                            | 1,52     |
| Bieg na 200 m              | Roxana Díaz                                                          | 22,76    | Virgil Hodge                                                                     | 23,09    | Jade Bailey                                                             | 23,32    |
| Bieg na 400 m              | Ana Guevara                                                          | 50,99    | Hazel-Ann Regis                                                                  | 51,16    | Kineke Alexander                                                        | 52,04    |
| Bieg na 800 m              | Zulia Calatayud                                                      | 2:05,26  | Rosibel García                                                                   | 2:05,78  | Gabriela Medina                                                         | 2:06,15  |
| Bieg na 1500 m             | Rosibel García                                                       | 4:18,29  | Yusneysi Santiusti                                                               | 4:19,32  | Lysaira del Valle                                                       | 4:21,84  |
| Bieg na 5000 m             | Bertha Sánchez                                                       | 16:17,13 | Dulce María Rodríguez                                                            | 16:18,15 | Madaí Pérez                                                             | 16:19,38 |
| Maraton                    | María Elena Valencia                                                 | 2:45:49  | Yailén García                                                                    | 2:51:43  | Iglandini González                                                      | 2:54:05  |
| Bieg na 100 m przez płotki | Anay Tejeda                                                          | 12,86    | Nadine Faustin-Parker                                                            | 12,91    | Toni-Ann D'Oyley                                                        | 13,10    |
| Bieg na 400 m przez płotki | Daimí Pernía                                                         | 55,32    | Josanne Lucas                                                                    | 55,60    | Melaine Walker                                                          | 55,97    |
| Sztafeta 4 × 100 m         | Kuba Virgen Benavides · Misleidys Lazo · Roxana Díaz · Anay Tejeda   | 43,29    | Kolumbia Yomara Hinestroza · Felipa Palacios · Darlenys Obregón · Norma González | 44,32    | Bahamy Savatheda Fynes · Shandra Brown · Tamicka Clarke · T-Shonda Webb | 44,34    |
| Sztafeta 4 × 400 m         | Meksyk Ruth Grajeda · Ana Guevara · Gabriela Medina · Mayra González | 3:29,92  | Jamajka Clora Williams · Shevon Stoddart · Melaine Walker · Althea Chambers      | 3:32,86  | Kuba Ana Peña · Daimí Pernía · Yenima Arencibia · Zulia Calatayud       | 3:36,34  |
| Chód na 20 km              | Cristina López                                                       | 1:38:26  | Evelyn Núñez                                                                     | 1:39:37  | Sandra Zapata                                                           | 1:41:37  |
| Skok wzwyż                 | Juana Arrendel                                                       | 1,93     | Caterine Ibargüen                                                                | 1,88     | Levern Spencer                                                          | 1,88     |
| Skok o tyczce              | Maryoris Sánchez                                                     | 4,10     | Yarisley Silva                                                                   | 3,95     | Keisa Monterola                                                         | 3,85     |
| Skok w dal                 | Yudelkis Fernández                                                   | 6,37     | Caterine Ibargüen                                                                | 6,36     | Tanika Liburd                                                           | 6,23     |
| Trójskok                   | Mabel Gay                                                            | 14,20    | Yudelkis Fernández                                                               | 13,87    | Johana Triviño                                                          | 13,71    |
| Pchnięcie kulą             | Yumileidi Cumbá                                                      | 19,31    | Misleydis González                                                               | 18,80    | Cleopatra Borel                                                         | 18,33    |
| Rzut dyskiem               | Yania Ferrales                                                       | 59,70    | Yarelis Barrios                                                                  | 58,22    | Keisha Walkes                                                           | 48,10    |
| Rzut młotem                | Yipsi Moreno                                                         | 70,22    | Yunaika Crawford                                                                 | 67,88    | Johana Moreno                                                           | 65,51    |
| Rzut oszczepem             | Sonia Bisset                                                         | 63,30    | Osleidys Menéndez                                                                | 59,94    | Laverne Eve                                                             | 57,29    |
| Siedmiobój                 | Yuleidis Limonta                                                     | 5952     | Juana Castillo                                                                   | 5664     | Gretchen Quintana                                                       | 5584     |

## Klasyfikacja medalowa
*   Gospodarz ( Kolumbia)
| Miejsce | Reprezentacja                        | Złoto | Srebro | Brąz | Razem |
| ------- | ------------------------------------ | ----- | ------ | ---- | ----- |
| 1       | Kuba                                 | 22    | 14     | 9    | 45    |
| 2       | Meksyk                               | 8     | 3      | 3    | 14    |
| 3       | Kolumbia*                            | 4     | 8      | 7    | 19    |
| 4       | Jamajka                              | 2     | 3      | 5    | 10    |
| 5       | Antyle Holenderskie                  | 2     | 0      | 0    | 2     |
| 5       | Panama                               | 2     | 0      | 0    | 2     |
| 7       | Dominikana                           | 1     | 1      | 2    | 4     |
| 8       | Portoryko                            | 1     | 1      | 1    | 3     |
| 9       | Brytyjskie Wyspy Dziewicze           | 1     | 0      | 0    | 1     |
| 9       | Salwador                             | 1     | 0      | 0    | 1     |
| 11      | Trynidad i Tobago                    | 0     | 3      | 2    | 5     |
| 11      | Bahamy                               | 0     | 3      | 2    | 5     |
| 13      | Grenada                              | 0     | 2      | 0    | 2     |
| 14      | Wenezuela                            | 0     | 1      | 4    | 5     |
| 15      | Saint Kitts i Nevis                  | 0     | 1      | 2    | 3     |
| 15      | Gwatemala                            | 0     | 1      | 2    | 3     |
| 17      | Saint Lucia                          | 0     | 1      | 1    | 2     |
| 18      | Haiti                                | 0     | 1      | 0    | 1     |
| 18      | Wyspy Dziewicze Stanów Zjednoczonych | 0     | 1      | 0    | 1     |
| 20      | Barbados                             | 0     | 0      | 3    | 3     |
| 21      | Saint Vincent i Grenadyny            | 0     | 0      | 1    | 1     |
| Razem   | Razem                                | 44    | 44     | 44   | 132   |